# Suttonia lineata
Suttonia lineata är en fiskart som beskrevs av Gosline, 1960. Suttonia lineata ingår i släktet Suttonia och familjen havsabborrfiskar. Inga underarter finns listade i Catalogue of Life.